# Res sacra miser
Res sacra miser è una locuzione latina, che tradotta letteralmente, significa «l'infelice è cosa sacra».
Con questa sentenza il filosofo romano esprime in maniera lapidaria il rispetto, o quasi la venerazione, che si deve avere per coloro che sono stati abbandonati dalla fortuna.